# Cyborg Cop III
Cyborg Cop III è un film del 1995 diretto da Yossi Wein.
È un film d'azione statunitense a sfondo fantascientifico con Bryan Genesse, Frank Zagarino e Ian Roberts. Il film è conosciuto anche con il titolo Terminal Impact.
Cyborg Cop III è il seguito di Cyborg Cop del 1993 e Cyborg Cop II del 1994.

## Trama
Un poliziotto cerca di fermare gli esperimenti di uno scienziato per trasformare gli studenti in cyborg-mercenari.

## Produzione
Il film, diretto da Yossi Wein su una sceneggiatura di Jeff Albert e Dennis Dimster e un soggetto dello stesso Dimster, fu prodotto da Danny Lerner per la Nu Image Films e girato a Johannesburg in Sudafrica dal 6 novembre al 19 dicembre 1994.

## Distribuzione
Il film fu distribuito nel 1995 in VHS dalla New Line Home Vide con il titolo Cyborg Cop III.
Alcune delle uscite internazionali sono state:
- in Grecia nel 1995 (Cyborg Cop III)
- in Russia nel 1995 (in anteprima)
- in Francia nel maggio del 1995 (Cannes Film Festival)
- negli Stati Uniti il 16 aprile 1996 (in anteprima)
- in Indonesia il 13 febbraio 2005 (in prima TV)
- in Spagna (Almas de acero)
- in Italia (Cyborg Cop III)